# Герметик

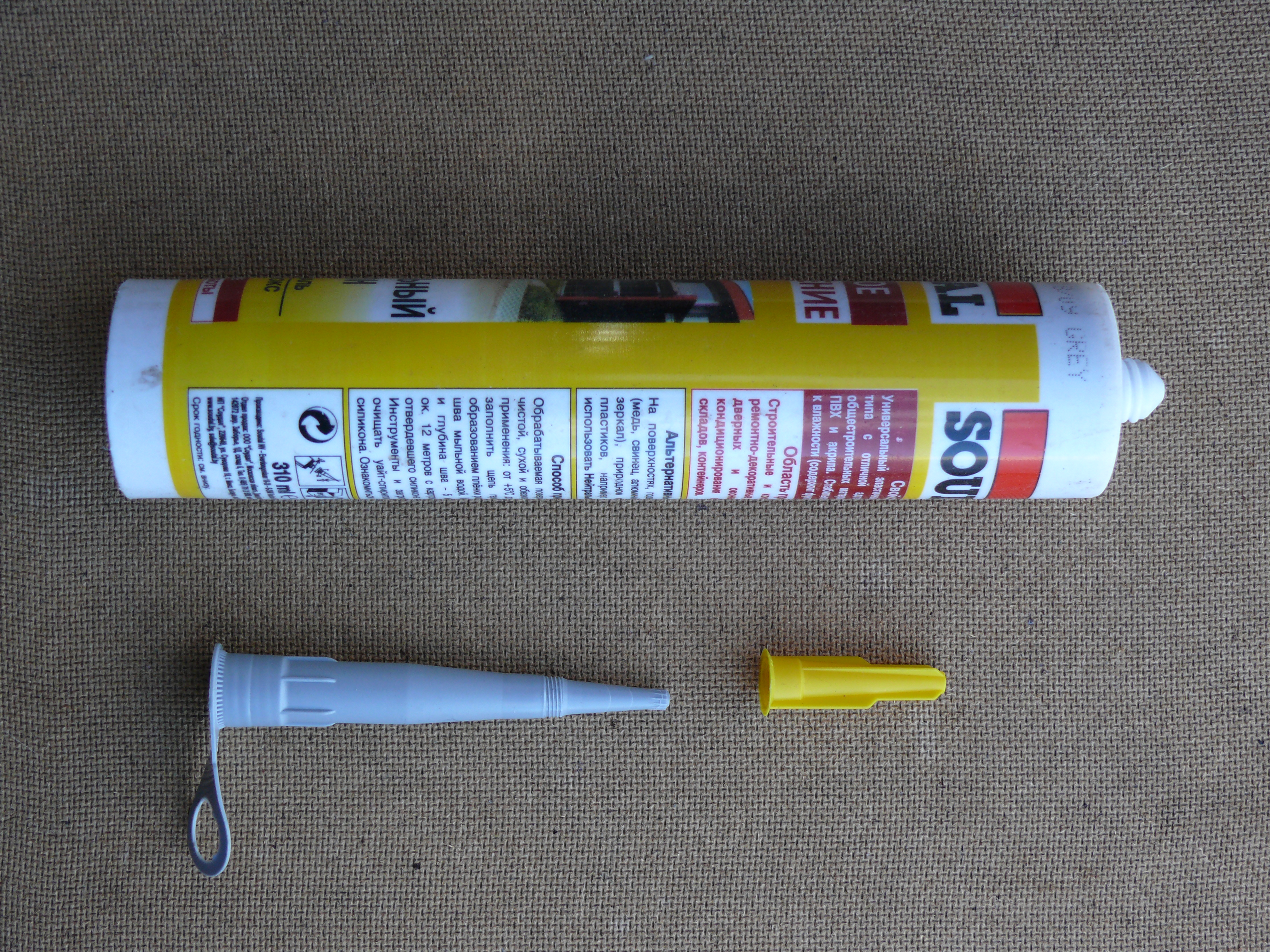
Туба із силіконовим герметиком

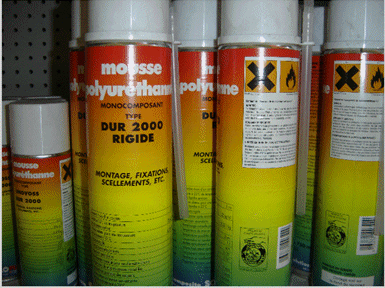
Пінополіуретановий герметик (монтажна піна)

Герметизуючий матеріал (герметик) — складна полімерна композиція, що призначена для ущільнення, герметизації з’єднань деталей, виробів, які експлуатуються в умовах впливу води, пари, агресивних середовищ, високих чи низьких температур, тиску.

## Функції герметиків
Незалежно від області використання герметик виконує три основні функції:
- заповнює прогалину між двома або більше поверхнями;
- завдяки своїм фізичним властивостям та адгезії до поверхонь утворює бар'єр проходженню рідин або газів;
- забезпечує герметизацію протягом певного терміну служби для заданих умов експлуатації та навколишнього середовища.

## Класифікація герметиків[1]
За  природою базового полімеру, який відповідає за властивості герметизуючого матеріалу (пружність, довговічність, адгезію) і,  відповідно, галузь використання:
- кремнійорганічні або силіконові (на основі силоксанового каучуку);
- поліуретанові (на основі поліефірних смол);
- гібридні MS-полімери (суміш поліефірних смол з силіконом);
- силіконізовані (суміш акрилових полімерів з силанами);
- полісульфідні або тіоколові (рідкі полісульфідні каучуки);
- акрилові (на основі акрилових смол);
- бітумні (модифікований бітумний полімер);
- бутилові (на основі поліізобутилену).

За кількістю компонентів при поставці герметизуючі матеріали поділяють на:
- однокомпонентні;
- дво- (три) компонентні, які отримують змішуванням компонент у певній пропорції безпосередньо перед застосуванням.

За характером переходу в робочий стан герметизуючі матеріали поділять на:
- отвердіваючі (полісульфідні, силіконові, поліуретанові тощо);
- нетверднучі (бутилкаучукові тощо);
- дисперсійні на водній основі (акрилові, співполімери тощо) — переходять у робочий стан за рахунок випаровування розчинника.